# Peperomia valladolidana
Peperomia valladolidana là một loài thực vật thuộc họ Piperaceae. Đây là loài đặc hữu của Ecuador.